# Vicki Butler-Henderson

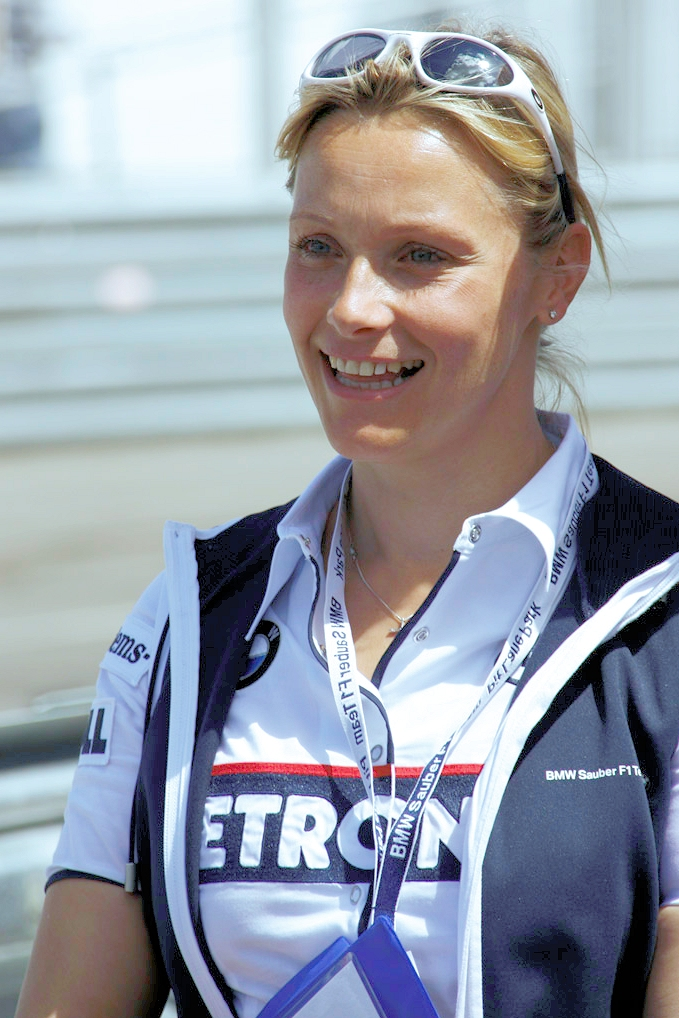
Vicki Butler-Henderson

Victoria „Vicki“ Butler-Henderson (* 16. Februar 1972 in Hertfordshire, England) ist eine britische Rennfahrerin und Fernsehmoderatorin.

## Karriere
Von 1997 bis 2001 moderierte sie an der Seite von Tiff Needell und Jeremy Clarkson die BBC-Sendung Top Gear. 2002 wechselte sie mit Tiff Needell zu Channel Five und moderiert dort Fifth Gear. In den letzten Jahren moderierte sie nicht nur Automagazine, sondern auch andere Fernsehsendungen wie Date my Daughter.
Sie ist mit dem früheren Fifth-Gear-, Top-Gear- und heutigen Grand-Tour Regisseur Phil Churchward verheiratet.